# Capitella
Genre
Capitella est un genre de vers annélides polychètes marins vivant dans les fonds sableux et les vasières.

## Liste des espèces
Selon ITIS :
- Capitella capitata (Fabricius, 1780)
- Capitella hermaphrodita Boletzky and Dolile, 1967
- Capitella ovincola

Selon WoRMS :
- Capitella aberranta Hartman & Fauchald, 1971
- Capitella aciculata (Hartman, 1959)
- Capitella ambonensis Pamungkas, 2017
- Capitella aracaensis Silva & Amaral, 2017
- Capitella biota Silva & Amaral, 2017
- Capitella capitata (Fabricius, 1780)
- Capitella caribaeorum Warren & George, 1986
- Capitella dizonata Johnson, 1901
- Capitella giardi (Mesnil, 1897)
- Capitella gracilis (Verrill, 1880)
- Capitella hermaphrodita Boletzky & Dohle, 1967
- Capitella iatapiuna Silva, Shimabukuro, Alfaro-Lucas, Fujiwara, Sumida & Amaral, 2016
- Capitella jonesi (Hartman, 1959)
- Capitella minima Langerhans, 1880
- Capitella multioculata Perejaslavtseva, 1891
- Capitella neoaciculata Silva & Seixas, 2017
- Capitella nonatoi Silva & Amaral, 2017
- Capitella ovincola Hartman, 1947
- Capitella perarmata (Gravier, 1911)
- Capitella singularis (Fauvel, 1932)
- Capitella teleta Blake, Grassle & Eckelbarger, 2009
- Capitella teres (Treadwell, 1939)